# Oeax griseus
Oeax griseus är en skalbaggsart som beskrevs av Stefan von Breuning 1951. Oeax griseus ingår i släktet Oeax och familjen långhorningar. Inga underarter finns listade i Catalogue of Life.